# MotorStorm
MotorStorm – wyścigowa gra konsolowa stworzona przez Evolution Studios i wydana przez Sony Computer Entertainment na konsolę PlayStation 3. Gra pierwszy raz została zaprezentowana podczas targów E3 w 2005.

## Wydanie
MotorStorm została oficjalnie wydana w Japonii 14 grudnia 2006, gdzie stała się najlepiej sprzedającą się grą na konsolę PlayStation 3. 6 marca 2007 wydana została w Stanach Zjednoczonych, a w Europie 23 marca 2007 wraz z premierą konsoli. Zarówno wersja amerykańska, jak i europejska zawierają możliwość gry online, która nie została dołączona w wersji japońskiej. Gra online dla Japonii nie jest zapowiadana.
Następna część, MotorStorm 2, została zapowiedziana 7 marca 2007.

## Dema
Do gry wydano dwa publiczne dema. Pierwsze było dostępne jedynie w promocyjnych kioskach konsoli w sklepach z grami. Drugie dostępne jedynie poprzez ściągnięcie z PlayStation Network Store. Demo dostępne w sklepach pozwalało graczom na pozycji startowej. Demo dostępne do ściągnięcia oferowało dwa różne wozy, podczas gdy to ze sklepów około dwudziestu.

## Motorstorm: Arctic Edge
Nowy Motorstorm o podtytule Arctic Edge jest kontynuacją serii, ale gra nie została wydana na Playstation 3, tylko na PS2 i PSP. Gra traktuje jak zwykle o wyścigach terenowych samochodów i motocykli, lecz tym razem można zmierzyć się w wyścigach po ośnieżonych trasach (teren gry to Alaska). Do parku maszyn dołączyły również skutery śnieżne oraz co ciekawe ratraki. Gra została wydana 18 września 2009 w Europie i 29 września 2009 w USA na PSP, a 9 października 2009 na PS2.

## Ścieżka dźwiękowa
- Curve – "Hell Above Water"
- Elite Force – "Presha"
- Elite Force i Lunatic Calm – "Leave You Far Behind"
- Everytime I Die – "The New Black"
- Gluecifer – "Automatic Thrill"
- Hyper – "Hot Rockin' "
- Kings of Leon – "Spiral Staircase"
- Krafty Kuts – "Bass Phenomenon"
- Monster Magnet – "Powertrip"
- Nirvana – "Breed"†
- Pendulum – "Slam"†
- Pitchshifter – "Scene This"
- Primal Scream – "Dolls (Sweet Rock 'N' Roll)"
- Primal Scream – "The 99th Floor"
- Queens of the Stone Age – "Medication"
- Reverend Horton Heat – "Big Red Rocket of Love"
- Slipknot – "Before I Forget"
- Spiritualized – "Electricity"
- The Experiment – "Cost of Freedom"
- Trash Palace – "Animal Magic"
- Wolfmother – "Woman"[4]

† Dostępne w demie.

## Wersja polska
Wystąpili:
- Przemysław Nikiel
- Dariusz Odija
- Anna Sztejner
- Leszek Zduń

i inni